# Геологія Уругваю

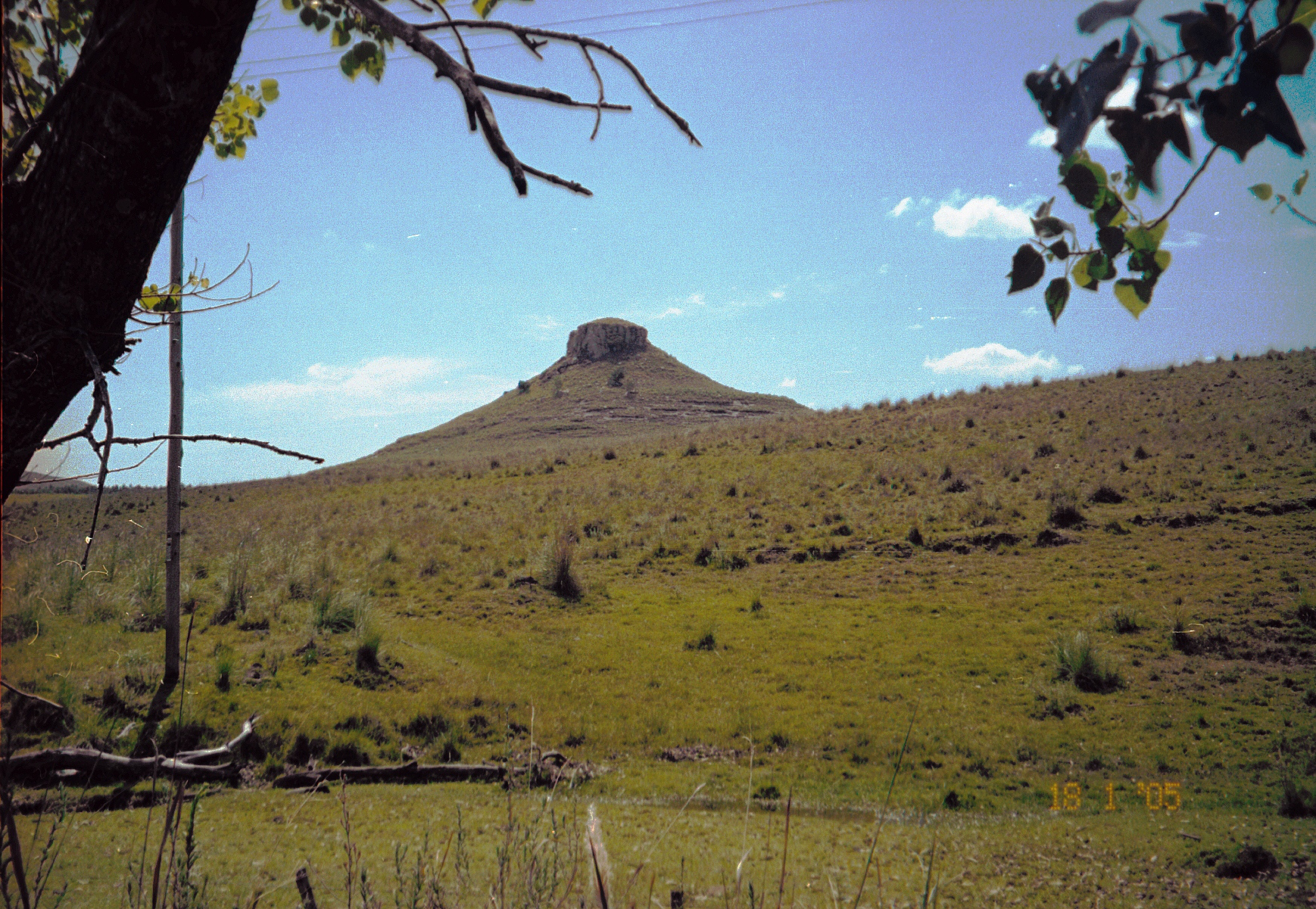
Серро Батові ерозійний залишок, що складається із заливного базальту, що перекриває осадові породи.

Приблизне розташування під час мезопротерозою (близько 1.3 млрд тому) кратонів Південної Америки і Африки

Геологія Уругваю поєднує райони щитових одиниць, докембрійського періоду з районом вулканічних порід, вивержених під час Крейдового періоду та рясних осадових фацій, найстаріші з яких датуються девоном. До великих подій, які сформували геологію Уругваю, належать трансамазонський орогенез (2000 мільйонів років тому (млн.р.)), розпад Родінії (700–500 млн.р.) та відкриття Південної Атлантики (~ 145 млн.р.).

## Регіон щита
Докембрійський щит в Уругваї включає частину кратону Ріо-де-ла-Плата, велику площу стійкої кристалічної фундаментної породи, що лежить в основі Уругваю, великі райони східної Аргентини та південної Бразилії. Щит в Уругваї має назву Ріо-Гранде-ду-Сул — Уругвайський щит і включає частину Південної Бразилії. Хоча кратон Ріо-де-ла-Пдата лежить в основі практично всього Уругваю, він проявляється лише на півдні та сході країни, оскільки в інших частинах країни він покритий молодшими вулканічними породами або осадовими відкладеннями. Щит сформувався під час двох орогенних подій; 2000 мільйонів років тому (млн.р.) для західної частини та ще 700–500 млн.р. для східної частини.  Пізніша орогена подія є результатом зрощення блоків і террейнів в період після розпаду Родинії, коли в Сан - Франциско і Ріо-де-ла-Плата сформували єдину плиту на заході Адамасторського океану. Східну частину уругвайського щитового регіону перетинають дві великі зсувні зони обидві прямують приблизно у напрямку північ-південь, пряма зона зсуву Саранді-дель-Ї-Піріаполіс і синістральна зона зсуву Сьєрра-Балена. 
На захід від зони зсуву Саранді-дель-Ї, кратон Ріо-де-ла-Плата зазнав інтрузії пізній палеопротерозойського Уругвайський дайковий рой. 

## Осадові утворення
Після складання остаточної конфігурації щита територія Уругваю була покрита кількома осадовими утвореннями - від девонських пісковиків до четвертинних лесів. Всі осадові утворення охоплюють країну не повністю, оскільки аккумуляція не є рівномірною, а ерозії мають очищені поверхні, струмки та береги.
Осадові гірські породи нижнього девону зустрічаються в центральній частині Уругваю, піддаючись вузькій східно-західній та північній орієнтованій смузі. Верхня більш досліджена частина цієї послідовності складається з пісковика. Протягом пізнього палеозою територія Уругваю зазнала впливу заледеніння Кару, а згодом була покрита крижаними часточками великого льодовикового покриву, що покривав значні частини Гондвани. З цим заледенінням були пов’язані льодовикові смуги на сланцях і варвоподібних відкладах, виявлені в Уругваї. 
На ранніх стадіях рифтингу в Південній Атлантиці район південної частини плато Парани зазнало плавного підняття, яке відхилило відкладення в область Такуарембо в Уругваї. Ці зміни призвели до формування утворень Ітакуанбу і Такуарембо в період середньої юри до ранньої крейди. Частини формації Такуарембо збереглися завдяки частині пасток Парани, арапейських базальтів, які вивергались 132 млн. р. і покрило відкладення. 

## Паранські пастки
На півночі Уругваю вулканічні породи з провінції континентального паводку базальту Парани утворюють велику літологічну одиницю, що виходить за межі Уругваю в Аргентину та Бразилію, а частина її зараз лежить в Намібії з іншого боку Атлантики через тектоніку плит. Цей вулканічний матеріал вивергався у крейдовий період під час утворення Південної Атлантики і був пов’язаний зі шлейфом Тристан-да-Кунья.  Основну частину цього вулканічного матеріалу становить базальт, але є і риоліти. З цим вулканізмом пов’язані також вторгнення сиєніту та інших гранитоїдних інтрузий, що виступають у вигляді відслонень у невеликих районах Південно-Східного Уругваю.  Хоча вулканічні породи вулканізму Парани лежать в основі більше половини Уругваю, вони у багатьох районах були вкриті більш молодими відкладеннями, так що лави лише виростають як геологічна провінція на північному заході Уругваю. 